# Platyperigea
Caradrina là một subchi bướm đêm thuộc họ Noctuidae.

## Hình ảnh

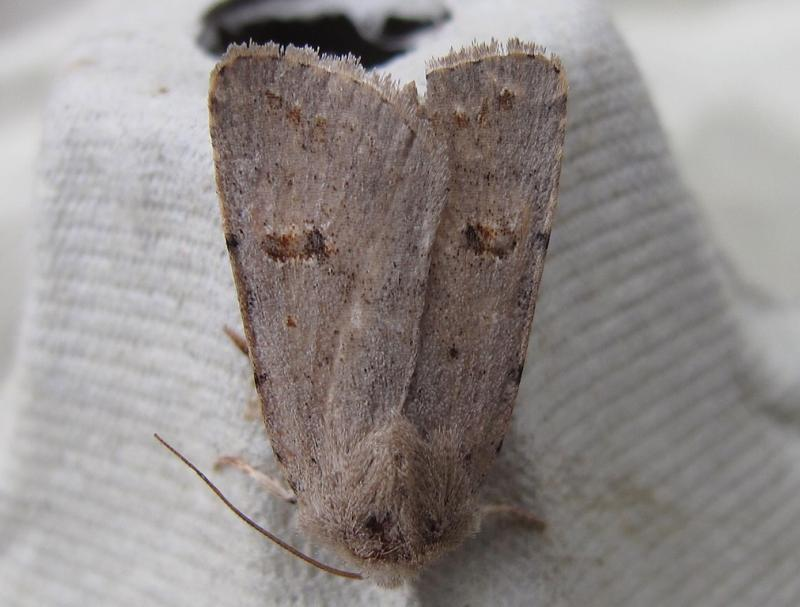
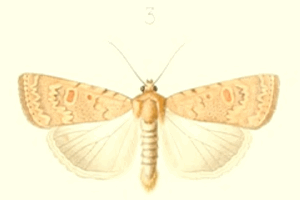
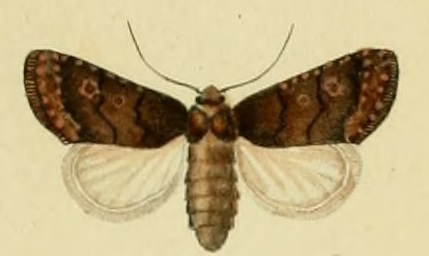
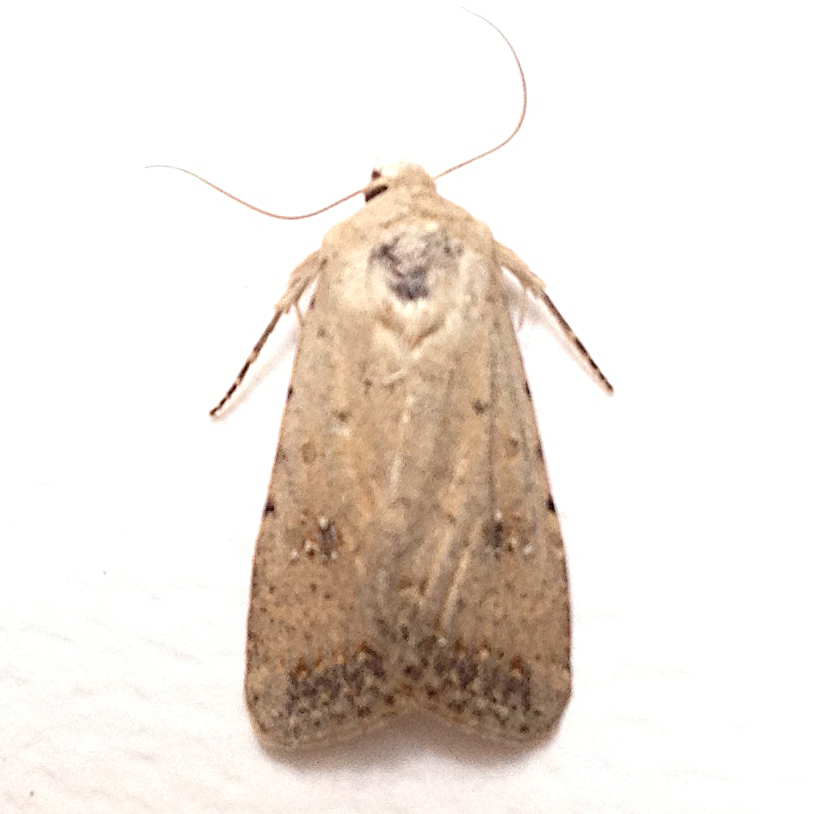